# منى المنصوري

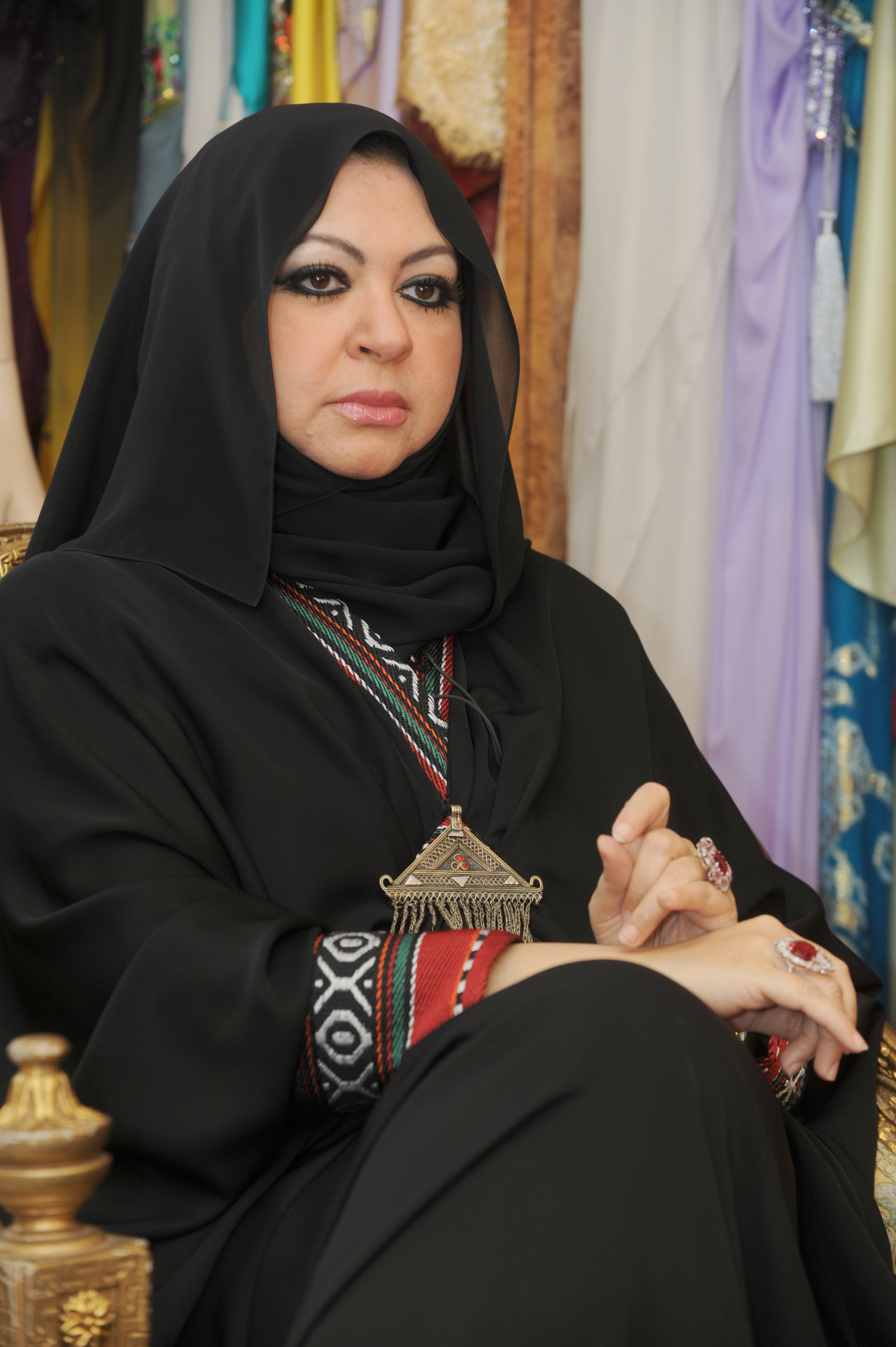
منى المنصوري

منى المنصوري هي مصممة أزياء عالمية في دولة الإمارات العربية المتحدة. تخرجت بتخصص مزدوج في الهندسة الجيولوجية والبيولوجية من جامعة الإمارات. عملت كمهندسة في صناعة البترول الجيوفيزيائية لمدة 5 سنوات. منذ عام 1991، أصبحت مصممة أزياء . 
تقول منى: "إن الأزياء هي الحاملة لهوية الشعوب، وهي تراث الأوطان، والمعبرة عن حضارة كل شعب، وهي أيضا جزء لا يتجزأ من تاريخ البلدان والشعوب".
وتقول أيضًا: "لا نقدر أن نوفي دولتنا ولا قياداتنا حقهم لاهتمامهم بالمرأة كأم وأخت وزوجة، ودائماً هم الداعم الكبير للمرأة الإماراتية، إضافة إلى ذلك، قدموا للمرأة الإماراتية جميع حقوقها سواء في الزواج أو في العمل وفي مختلف المجالات الأخرى ليس على طبق من ذهب وإنما من ألماس".

## عروض الأزياء
(مختارة)
- عرض أزياء في مالقة بإسبانيا وحضره أكثر من 10000 شخص.
- العرض الافتتاحي لأسبوع لندن العربية للفنون والموضة 2016.
- افتتاح معرض رائدات الأعمال - صلالة.
- عرض أزياء في موسكو 2016.
- عرض أزياء في أم القيوين بحضور وتحت رعاية سمو الشيخة سمية القاسمي زوجة حاكم أم القيوين.
- افتتاح العرض الافتتاحي لـ Chic Lady Abu Dhabi بحضور المغني الفرنسي Diese.
- تنظيم وافتتاح مهرجان نفرتيتي الدولي للموضة في مصر 2016.
- افتتاح عرض أزياء في البحرين برعاية سمو زوجة ملك البحرين الشيخة سبيكة بحضور أميرات وسيدات الأعمال.
- عرض أزياء في SME World Summit 2016.
- افتتاح عرض أزياء معرض عجمان للأفراح 2016.
- افتتاح أسبوع الموضة العالمي دبي 2016. .

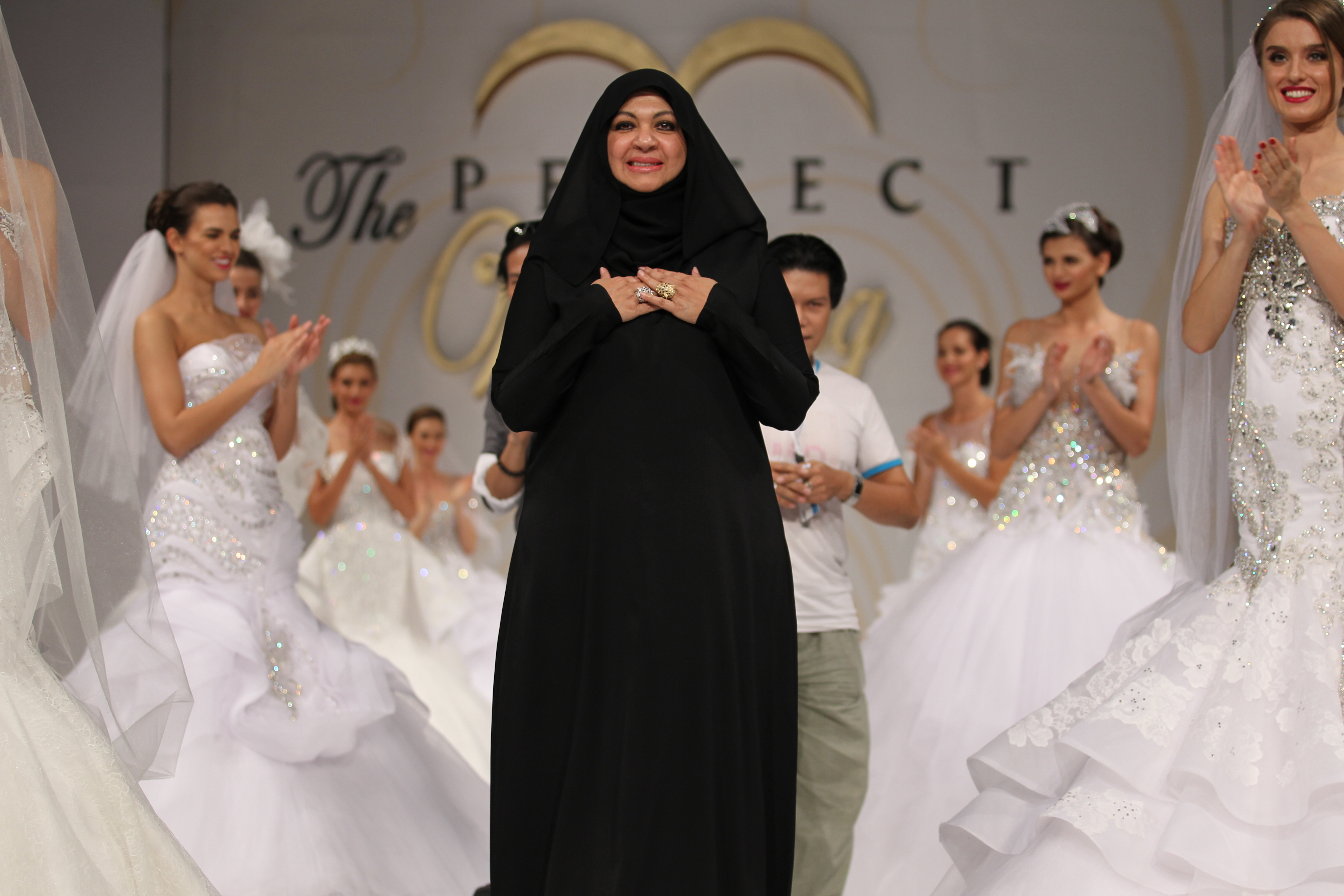
عرض أزياء منى المنصوري

## الأوسمة والجوائز
- تم تكريمها كأفضل مصمم أزياء في آسيا وأفضل مصمم في الشرق الأوسط سنة 2014 من المنظمة العالمية GR8.[2]

- تم تكريمها بجائزة أفضل مصمم لعام 2010 ، باعتبارها المصممة الأكثر تأثيراً في المجتمع ، من مجلة l'officiel الفرنسية. [4]
- حصدت لقب سفيرة الإمارات في صناعة الموضة العالمية لعام 2018.
- نالت لقب فارسة الوطن العربي في فئة التصميم من الأمم المتحدة.[2]
- جائزة مجلة استثمارات لأفضل مبادرات مهنية للمرأة.
- جائزة أفضل مبادرات الارتقاء بالمكانة الاستثمارية لدولة الإمارات عالميًا للعام 2018.[5]
- جائزة أفضل مصممة عربية بجوائز «فاشون تي في»، وهي أكبر جائزة في مجال تصميم الأزياء في العالم، وتم تكريمها في الحفل أقيم بمدينة كان الفرنسية. [6]